# رینر هنکل
رینر هنکل (به انگلیسی: Rainer Henkel) (زادهٔ ۲۷ فوریهٔ ۱۹۶۴) شناگر اهل آلمان غربی است.